# 岩城雄次郎
岩城 雄次郎（いわき ゆうじろう、1935年9月9日 - 2023年3月3日）は、日本のタイ文学者、翻訳家、小説家、詩人。

## 略歴
東京生まれ。東京外国語大学タイ語科で松山納にタイ語を学び、1960年卒業後は高校の英語教師となり、1964年始めてタイを訪れる。1970年タイのチュラロンコーン大学客員講師を1977年まで、1978年東京外国語大学非常勤講師となり1985年まで、1987年産能短期大学教授、日本ペンクラブ会員（国際委員）、日本翻訳家協会理事、1995年短大を辞任し文筆に専念し、日・タイ文学者交流センター主宰、2003年より外務省研修所タイ語非常勤講師。
タイ文学の翻訳・紹介に努め、1994年タイ文化功労章受章、2007年タイのメーホンソーン県クンユワム中高等学校の生徒を対象に、岩城雄次郎文学賞を創設。2008年タイの翻訳家らより翻訳家功労賞を授与される。
ほか詩集、小説も書いた。

## 著書
- 『日タイ比較文化考』（勁草書房） 1985.11
- 『英語対照タイ語会話』（大学書林） 1987.3
- 『ぼくも、シャム行きさん』（近代文芸社） 1990.9
- 『タイ語二十八課』（大学書林） 1992.6
- 『暹羅国武士盛衰記 真説ヤマダナガマサ』（光和堂） 1996.9
- 『タイ現代文学案内 変動する社会と文学者たち』（弘文堂） 1997.5
- 『君の名は、タイの文学 詩集』（花神社） 2000.9
- 『ぼくは、タイランド 詩集』（花神社） 2005.2

### 共編著
- 『実用タイ語会話』（松山納共編、大学書林） 1980.1
- 『タイ語ことわざ用法辞典』（斉藤スワニー共著、大学書林） 1998.11

## 翻訳
- 『ウワーンはどこへいったの』（クリスティン・スーンサワン、Duang Kamol） 1976
- 『妖魔』（セーニー・サウワポン、井村文化事業社、タイ叢書） 1980
- 『現代タイ国短編小説集』（スチャート・サワッシー編、井村文化事業社、タイ叢書） 1982 - 1984
- 『おしゃかさまものがたり タイの民話』（パニヤ・チャイヤカム、ほるぷ出版） 1982.11
- 『その名はカーン』（スワンニー・スコンター、井村文化事業社、東南アジアブックス） 1988
- 『タイ現代詩選』（大同生命国際文化基金、アジアの現代文芸） 1994
- 『現代タイ名詩選』（大学書林） 1997.9
- 『時』（チャート・コープチッティ、大同生命国際文化基金、アジアの現代文芸 タイ） 2003